# Audiojáték

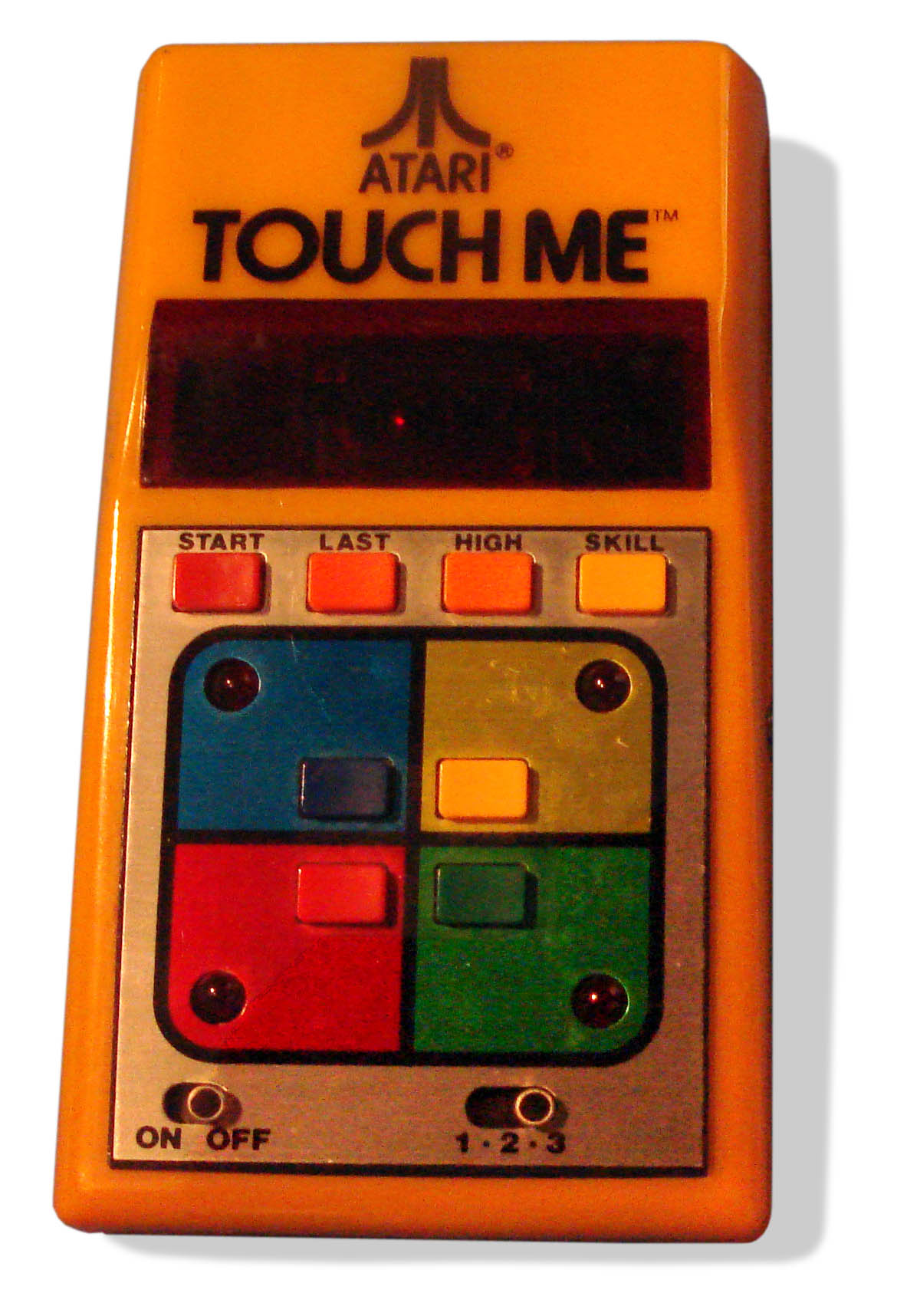
Az 1978-as Atari Touch Me – az egyik első audiójáték

Az audiojáték olyan játék, amellyel a játékos általában személyi számítógépen játszik. A videójátékhoz hasonló, de attól eltérően a játékos nem kap vizuális visszajelzéseket.
Az audiojátékokat elsősorban vakok számára kezdték kifejleszteni kezdő vagy vak programozók, de hamarosan megkedvelték őket a zenészek, hangmérnökök, a játékkutatók,  mobil eszközökre játékot fejlesztők és a hagyományos videójátékokat játszók is.
A legtöbb audiojáték PC-n fut, de vannak konzolokra és hordozható eszközökre írt változatok is. A vieojátékokhoz hasonlóan sokfajta változatuk létezik: akció, ügyességi, kalandjáték, autóverseny stb.

## TTS játékok
A szöveget beszéddé alakító szoftverek (text-to-speech, TTS) elterjedésével a hagyományos videójátékok egy része is élvezhetővé vált az audiojátékok kedvelőinek. Az ilyen videójátékot a szöveget bemondó szoftverekkel együtt kell futattni.

## Lásd még
- Videójáték

## Külső hivatkozások
- Game Accessibility Project
- PCS Accessible Game developers List, a vakok számára is hozzáférhető játékok listája
- IGDA Game Accessibility Special Interest Group
- AudioGames.net, közösségi weboldal audiojátékosok számára, az elérhető játékok listájával és fórummal
- AudioGames resources
- Accessible Gaming Rending Independence Possible (AGRIP) - az "AudioQuake" projekt honlapja
- The Virtual Barbershop,
- Audio only menus - Ajánlások az audiomenük és audiojátékok fejlesztéséhez